# تفیلین

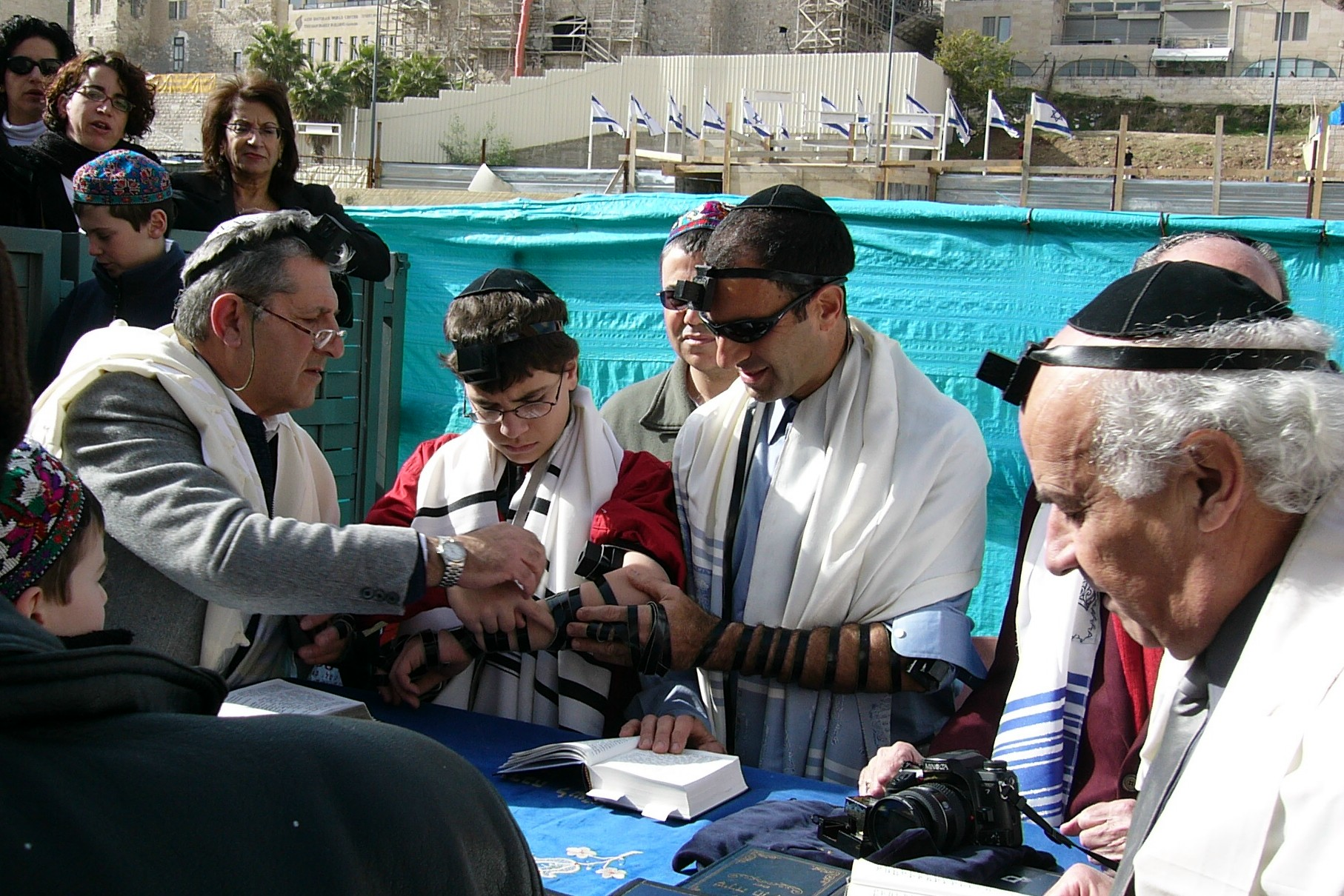

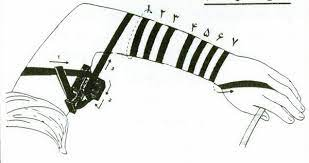

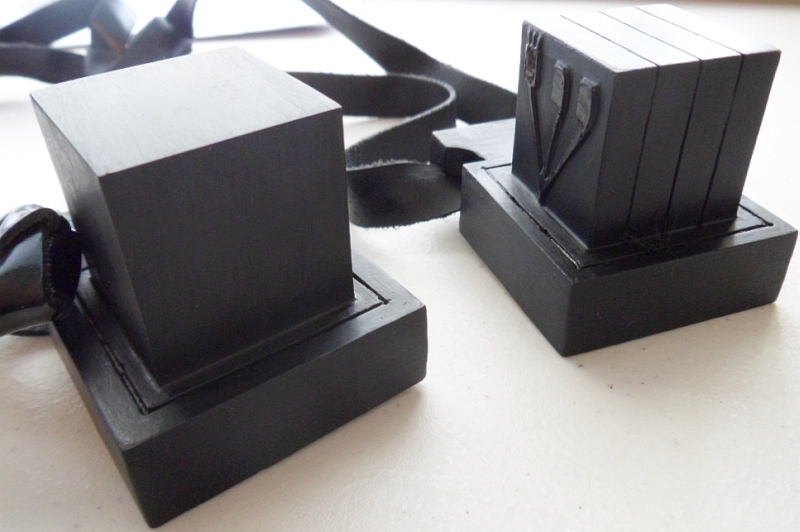
تفیلین بازو و پیشانی

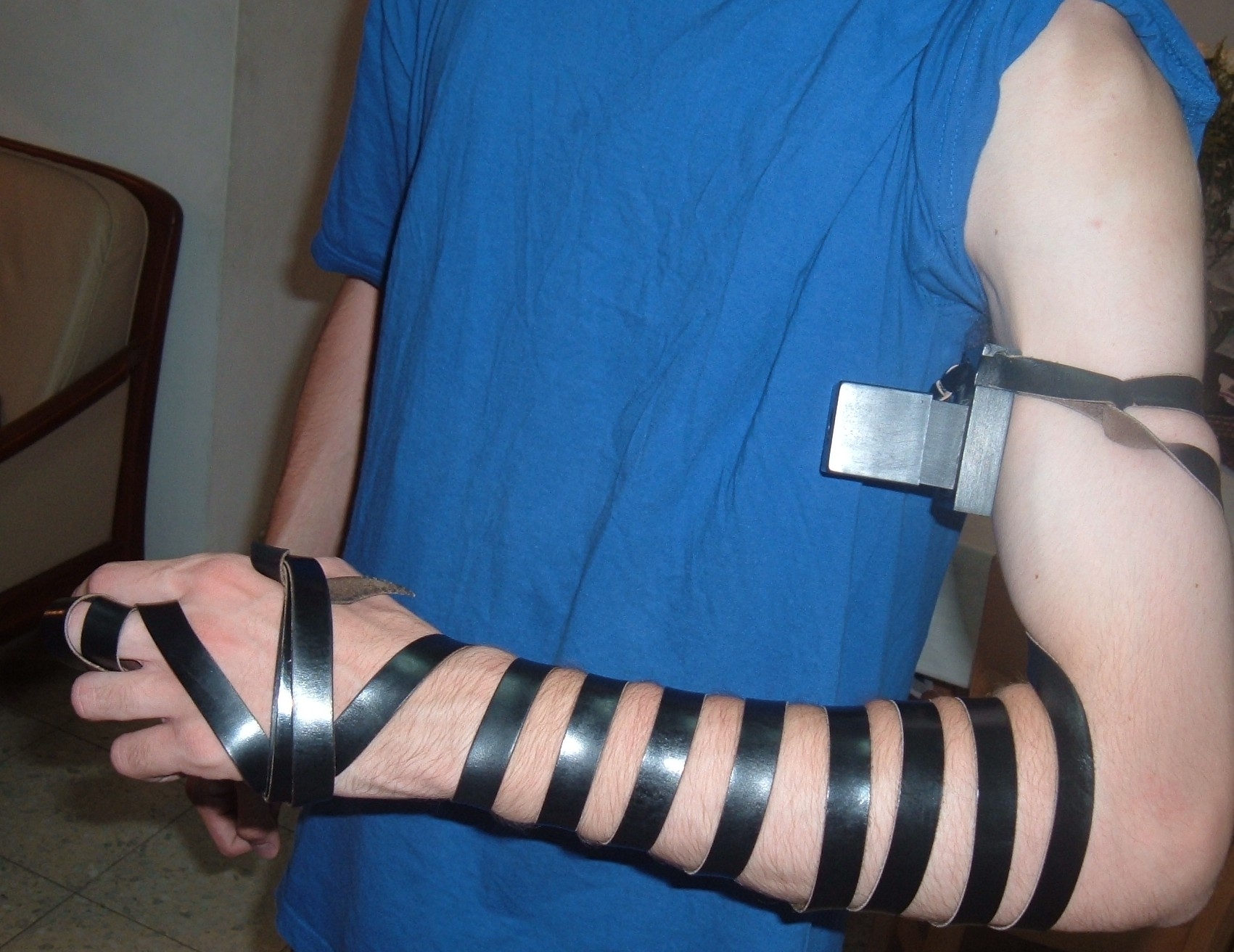
تسمه بسته‌شده به سنت حسیدی

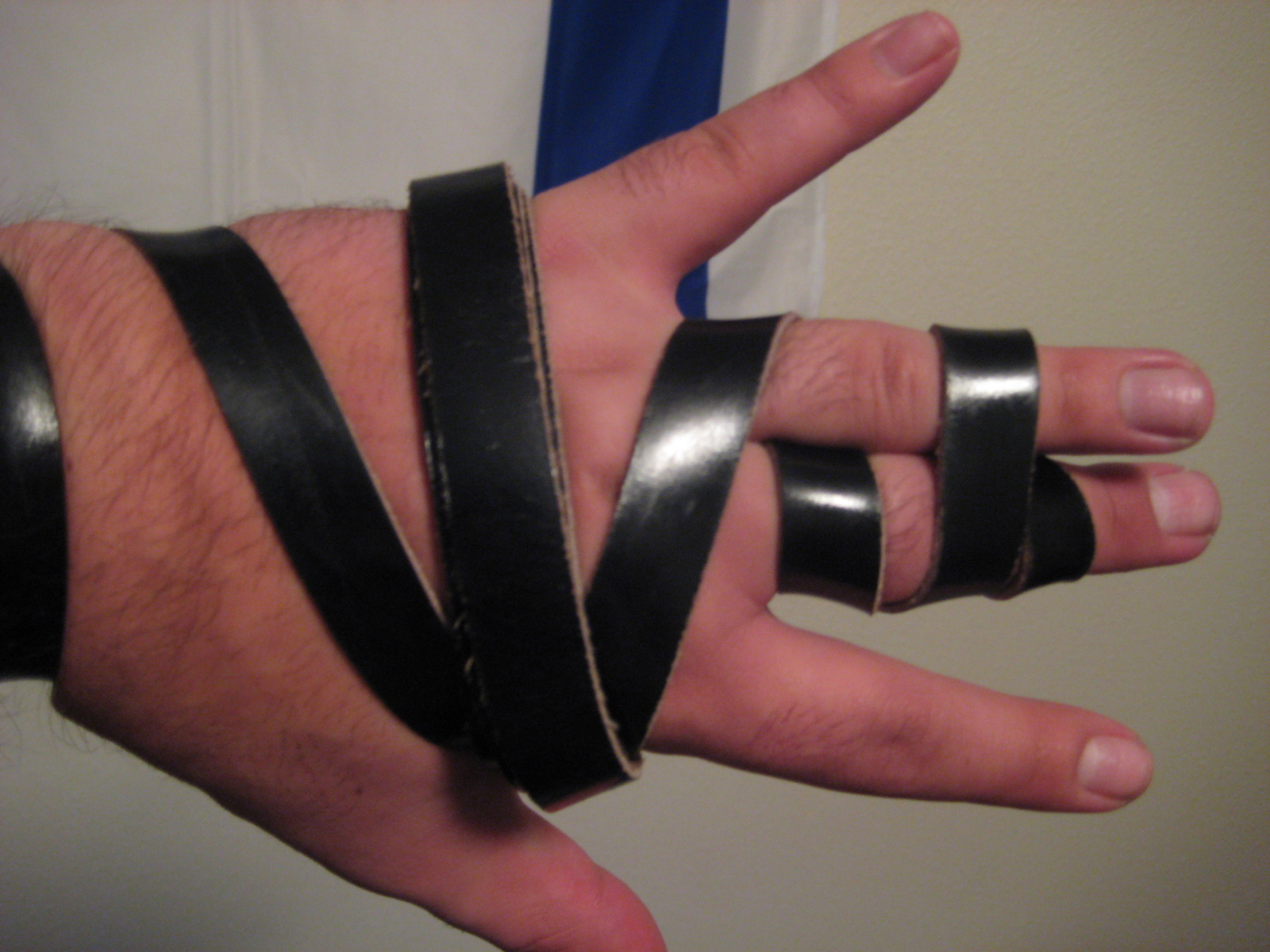
نواربندی با ایجاد حرف شین عبری ש برپایه یک رسم اشکنازی

تِفیلین (به عبری: תפילין) به تسمه نوار چرمی و جعبهٔ کوچکِ همراه آن – از جنس چوب، سنگ، یا پلاستیک و مواد پلیمری که وسیله‌ای نیایشی در دینِ یهود است– گفته‌می‌شود و هنگام نماز و دعای روزانه در آئین یهودیت، تنها مردان که به سن تکلیف یعنی ۱۳ سال و یک روز رسیده باشد، باید این وسیله را به دست چپ (در افراد چپ دست بر روی دست راست) و پیشانی خود ببندد. یهودیان هنگامِ نیایشِ بامدادی با این تسمه‌ چرمی، دعای قرارداده شده که مضامین آن کاملا مشخص نیست در یک جعبهٔ کوچک که «تِفیلین» نامیده می‌شود، به سر خود نصب می‌کنند تا اتصال خود را به پروردگار نشان دهند
گفته میشود که ریشه تِفیلین به آیین حج برمیگردد.(نیازمند سند) که در آن ۷ بار ، به دورِ کعبه طواف میکنند. و به مرور زمان این آیین در یهودیت بعد از موسی تحریف شده و تبدیل شده است به بستن یک مکعب (همان کعبه) به پیشانی و بستنِ ۷ دور، بندِ چرمی به دور دست. در «کتاب مقدس» به زبان عبری، بار ها و بار ها به حج و همچنین به قربانی کردن در حج و چشمه زمزم اشاره شده است. که در حین ترجمه کتاب مقدس از زبان عبری به زبان های دیگر ،این کلمه به اشتباه، خروجی برای عبادت، یا جشن ترجمه شده است.

تِفیلین همچنین نام خانوادگی برخی از خانواده‌های یهودی ایرانی است که ریشهٔ نام‌شان از این واژه برمی‌آید.

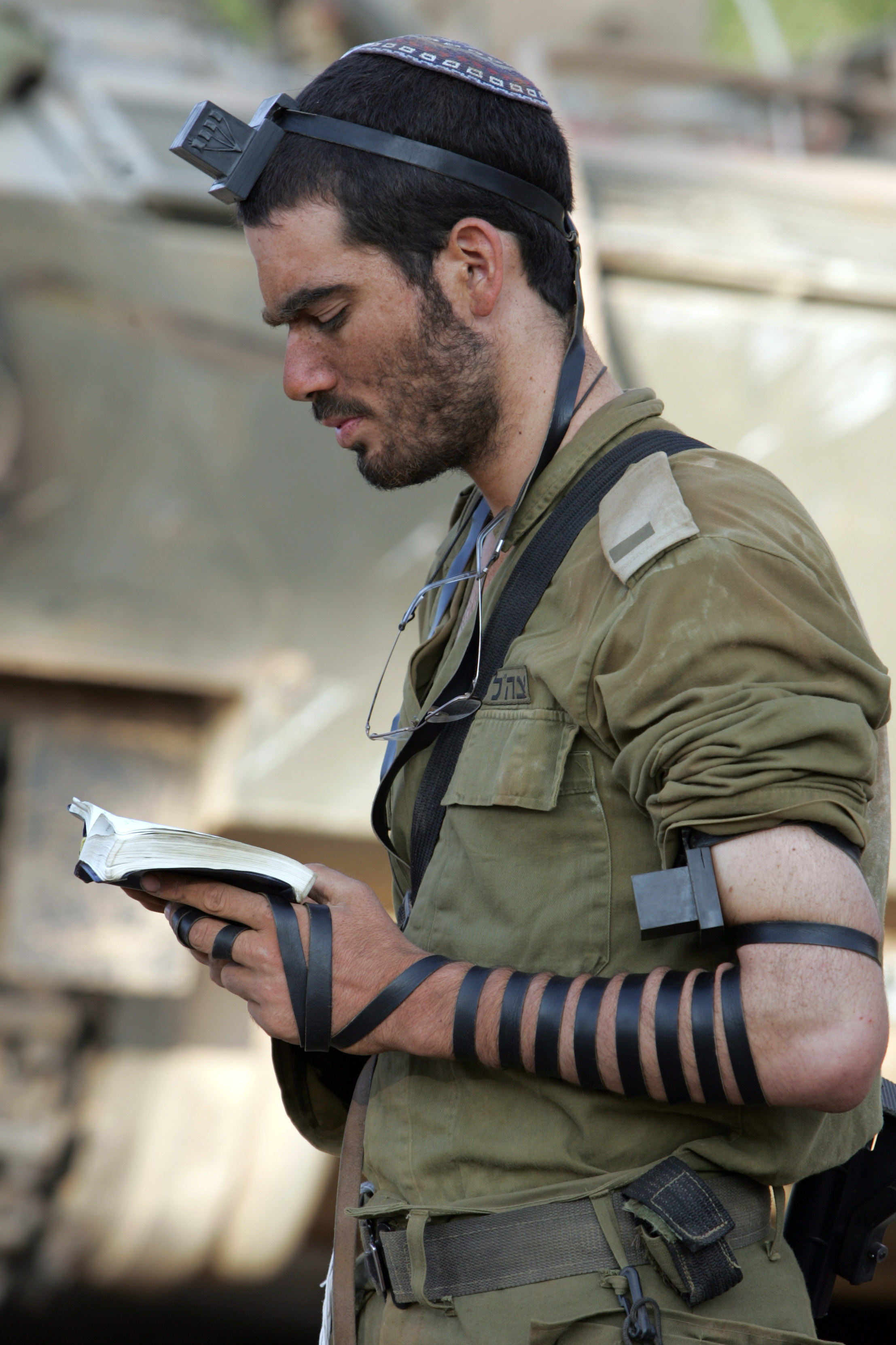
سرباز امنیتی اسرائیلی Asael Lubotzky. با تفیلین ستایش می کند.